# La Chanson du Zorro andalou
Albums de Theo Hakola
Overflow
(1997) Drunk Women and Sexual Water
(2007)
La Chanson du Zorro andalou est le quatrième album solo du chanteur et musicien Theo Hakola publié le 3 janvier 2000 sur le label Kerig de Wagram Music. Il s'agit d'un album conceptuel associé à un projet théâtral en quatre actes.

## Liste des titres de l'album
Acte I
1. La Volonté de l'histoire
2. Miguel Angel - 2:07
3. Señores - 2:17
4. Mère et fille - 1:54
5. Anti-berceuse - 2:26
6. Señoritos - 1:59

Acte II
1. En attendant la pluie - 3:42
2. La Chanson du Zorro andalou - 4:05
3. Est-ce que tu m'aimes ? - 1:55
4. Berceuse - 3:23
5. Señores (bis) - 1:48
6. Zorro - 1:38

Acte III
1. Justes - 3:48
2. En attendant la pluie (bis) - 3:05
3. Zorro (bis)	3:09
4. Quand le sang de l'homme va celui de la femme chasser - 4:03
5. Est-ce que tu m'aimes ? (bis) - 3:41
6. Si dieu existait - 4:29

Acte IV
1. Justes (bis) - 6:02
2. Mon corps me trahit - 3:51
3. Miguel Angel et Zorro - 6:18
4. La Boussole - 9:02

## Musiciens ayant participé à l'album
- Theo Hakola - chant, guitare, piano, orgue...